# Dolmen von Chevresse
Der sogenannte Dolmen von Chevresse (auch Fort Chevresse genannt) ist ein Pseudodolmen oder ein Stapel von Granitblöcken in 595 m Höhe in der Waldregion von Breuil-Chenue auf dem Gebiet der Gemeinde Saint-Brisson im Département Nièvre in Frankreich, in dem sich ansonsten nur Menhire finden (Menhir de la Pierrefiche, Menhir de la Pierre Pointe, Menhir du Bourras, Menhir Le Chaillou-Magnien).
Das Monument wurde als Dolmen eingestuft, obwohl wesentliche Merkmale fehlen. Die untere Hälfte besteht auf beiden Längsseiten aus über fünf Meter langen massiven Steinen die in zwei Hälften zerbrochen sind. Sie sind wahrscheinlich natürlichen Ursprungs. Der Deckstein könnte ebenso wie weitere Steine die eine Art Kammer mit Zugang bilden, hinzugefügt worden sein, wahrscheinlich ist aber auch er ein Verwitterungsprodukt. 
Ein Becken wurde in die Oberseite des Steins geschnitten, weitere Schnittmarken finden sich am gegenüberliegenden Ende und in der so genannten Kammer.
Pseudodolmen sind aus verschiedenen Regionen bekannt ist (Cova d’en Genís, Dolmen von Busnela, Dolmen von Solwaster, Pierre au Rey, La Table des Géants in Reinhardsmunster und  L’autel des Druides in Pfaffenheim (beide im Département Haut-Rhin) und Sparossino in Ligurien).  